# Halyna Konstantiuk
Halyna Konstantiuk Галина Константюк (ur. 26 czerwca 1979 we Lwowie) – malarka, rzeźbiarka, projektantka mody.

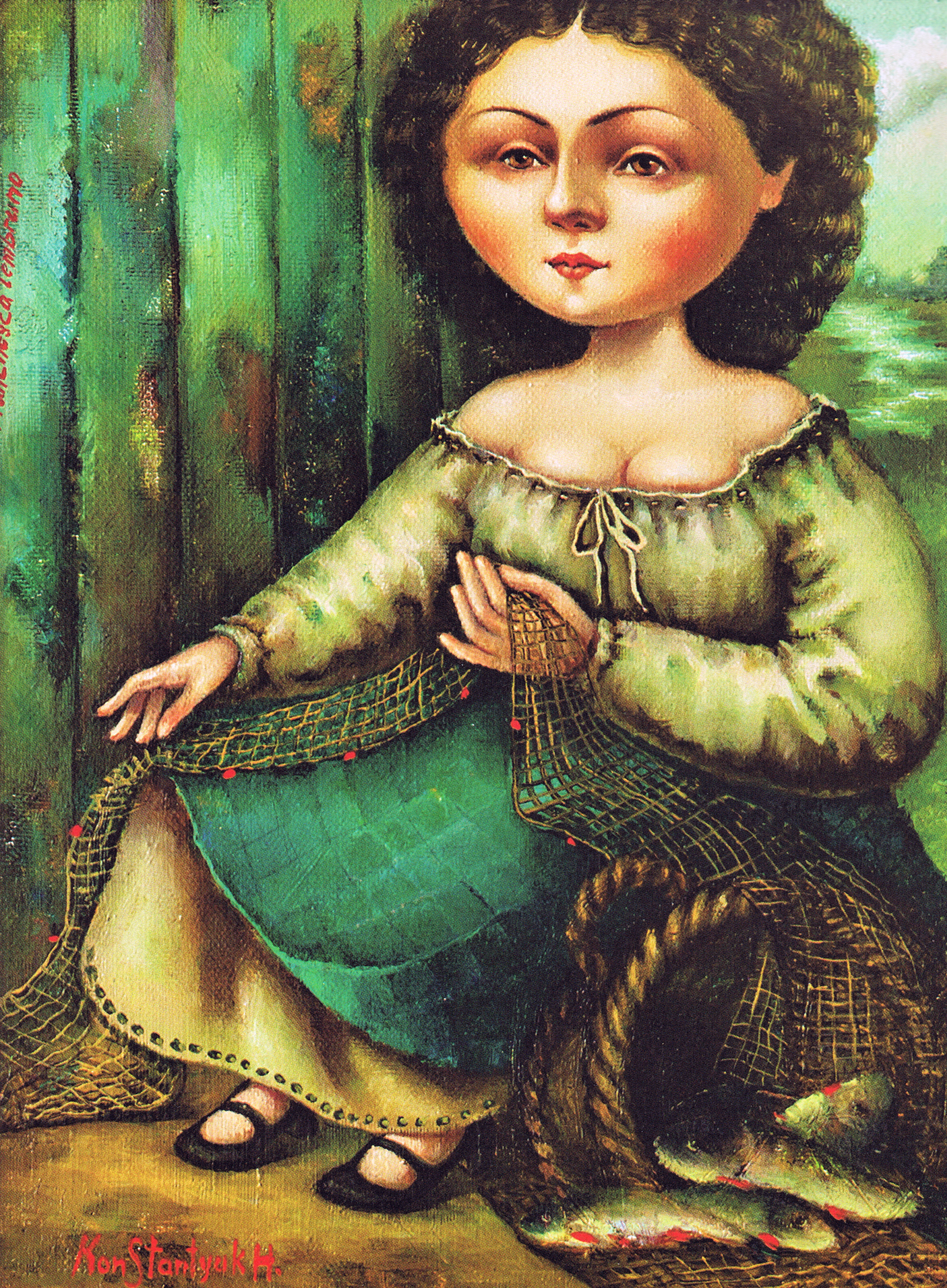
Francesca – Halyna Konstantiuk

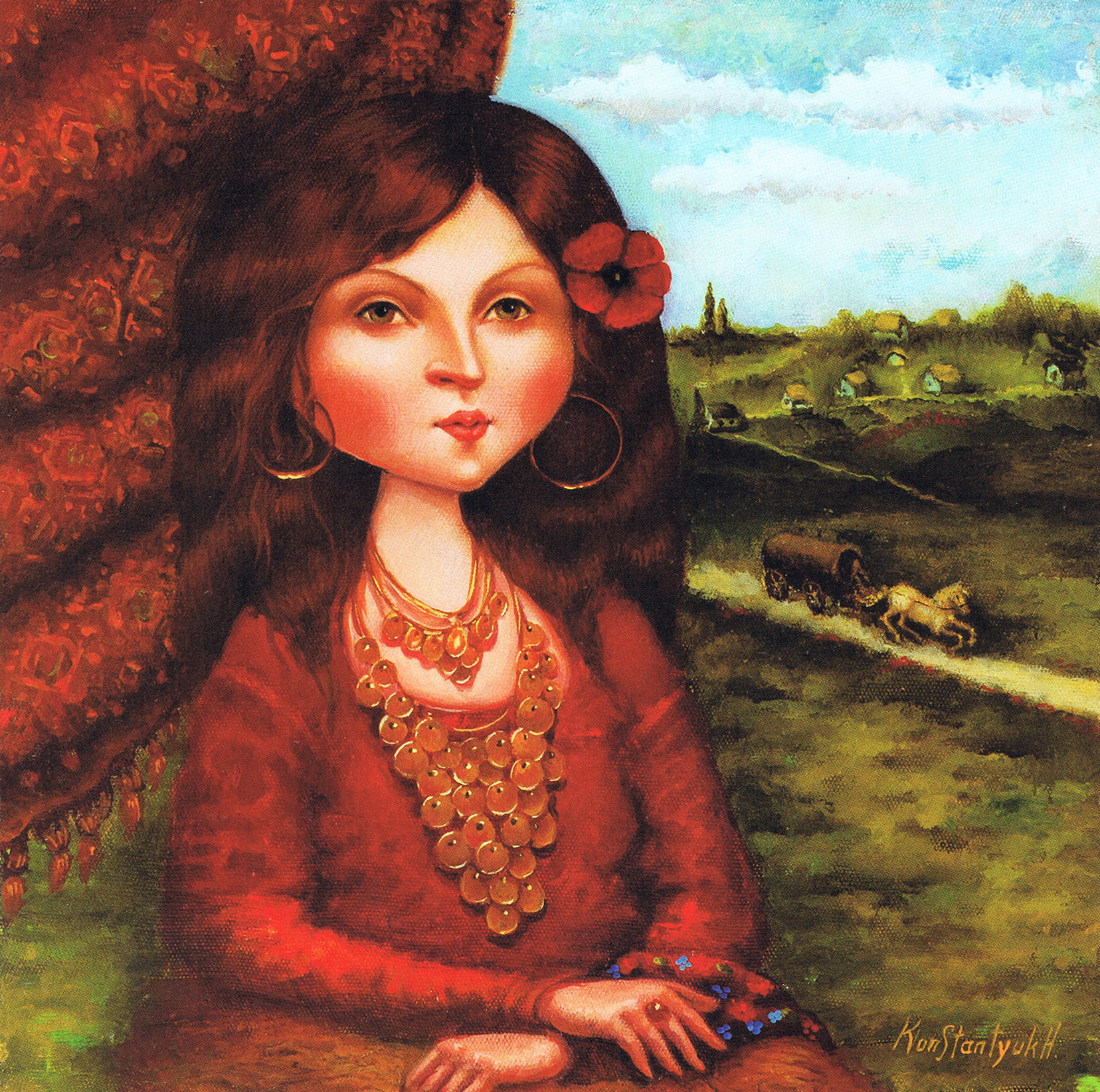
Road – Halyna Konstantiuk

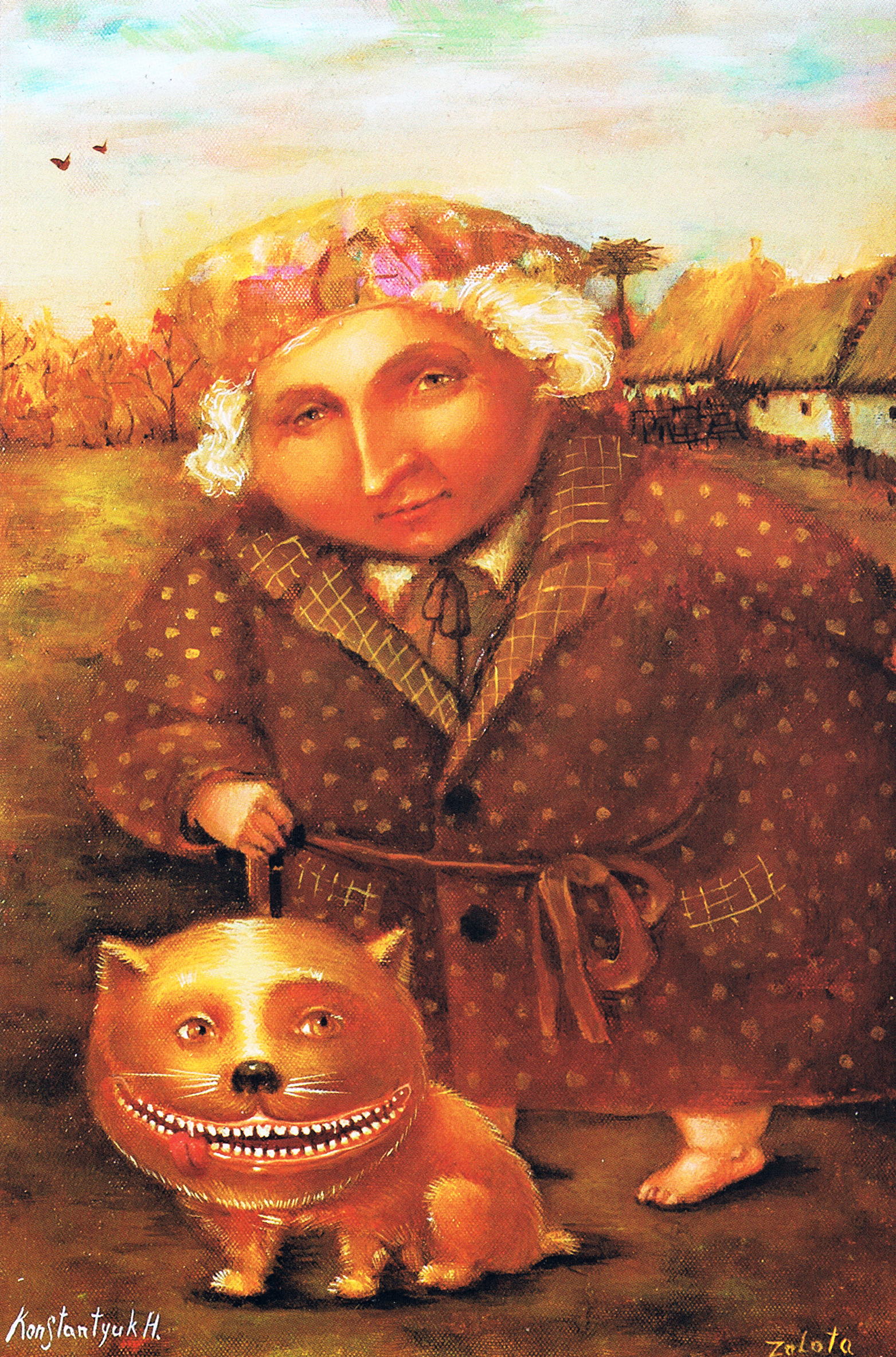
Gold – Halyna Konstantiuk

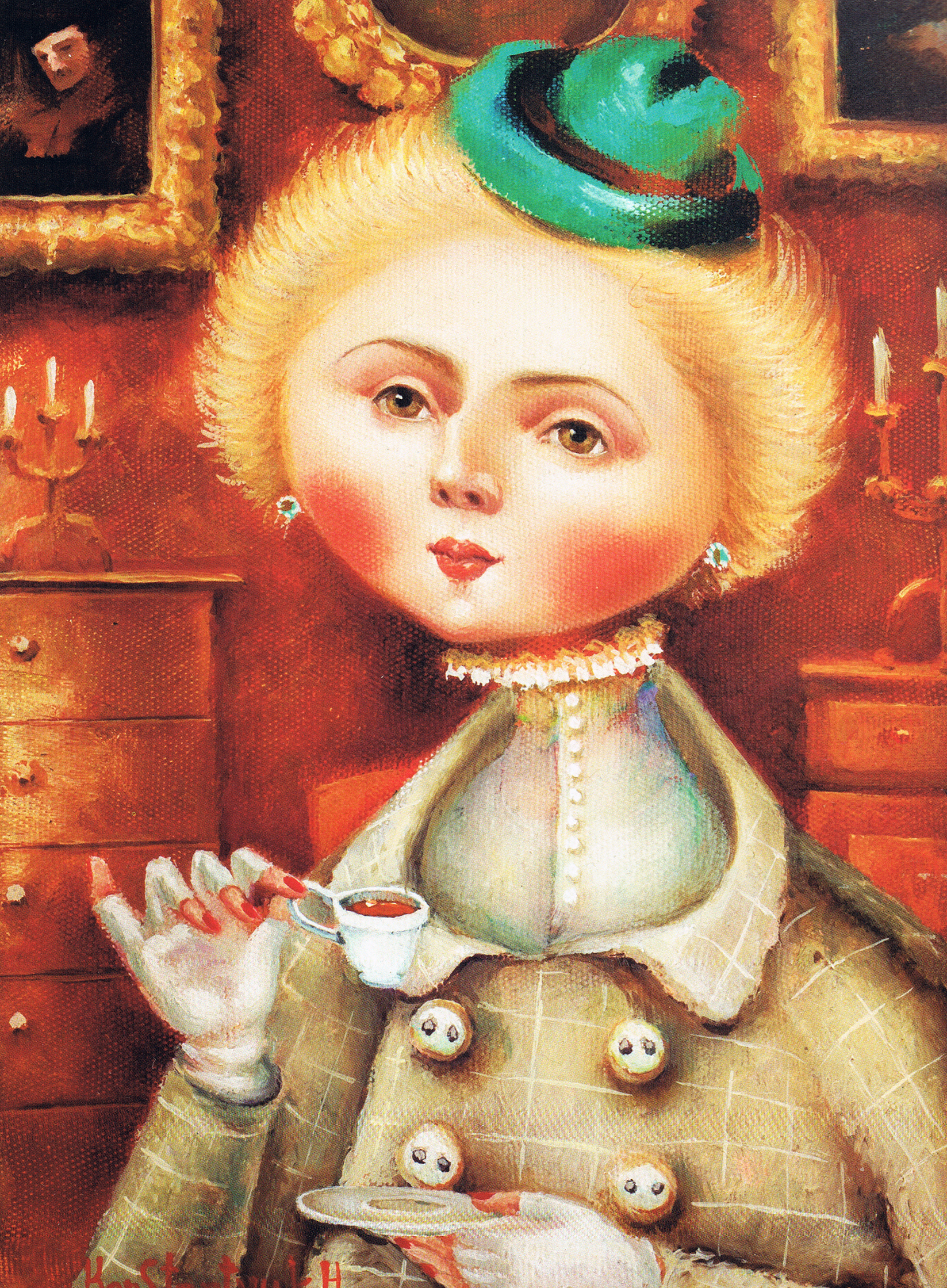
Frau Mile – Halyna Konstantiuk

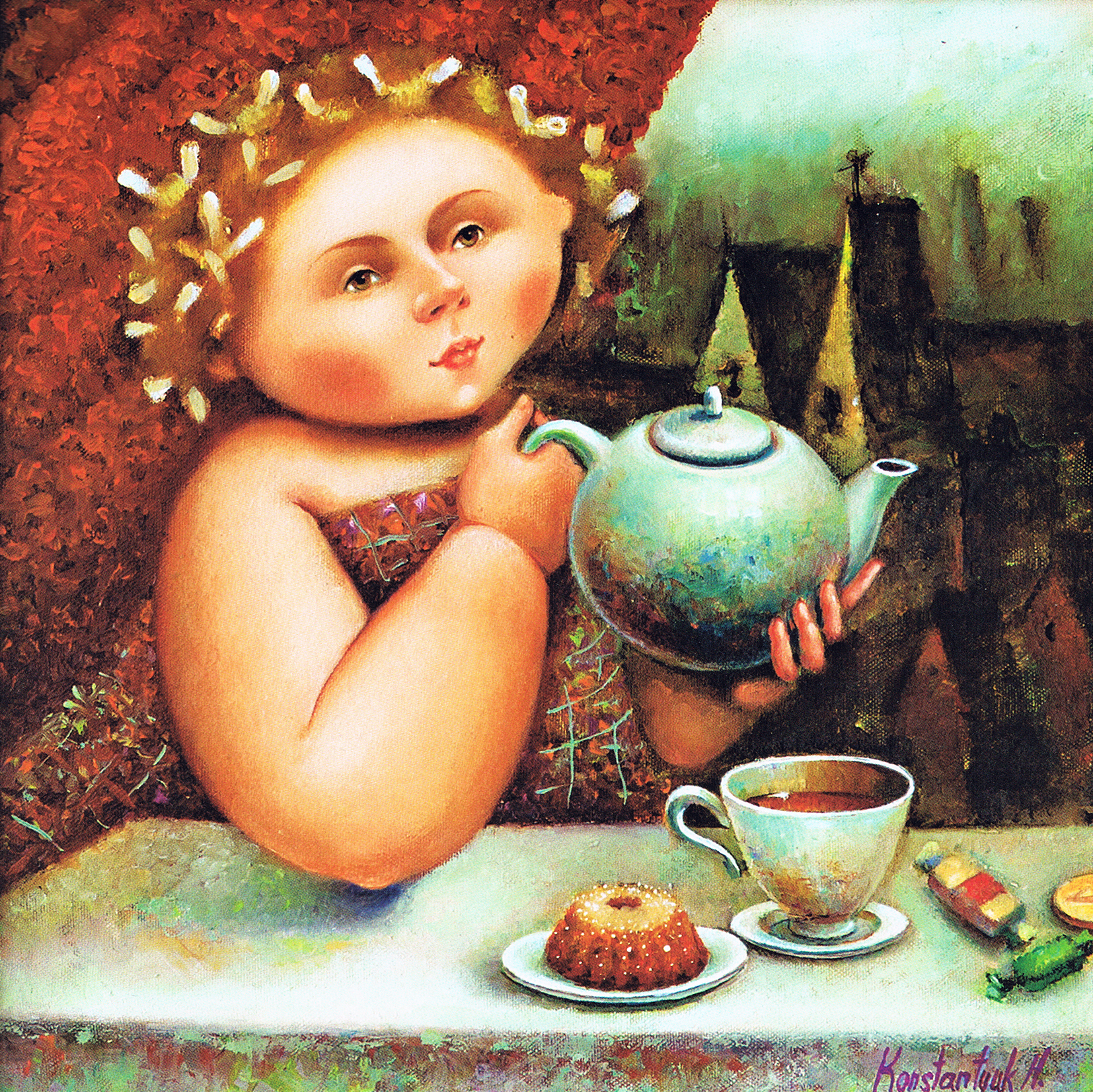
Love – Halyna Konstantiuk

## Życie i twórczość
Halyna Konstantiuk urodziła się 26 czerwca 1979 r. Ukończyła Lwowski Państwowy Instytut Sztuki Dekoracyjnej i Stosowanej im. Iwana Trusza i Lwowską Narodową Akademię Sztuki.
Zdobyte wykształcenie przyczyniło się do ukształtowania myślenia, światopoglądu i umiejętności artystki.
Jednak początkowo Halyna próbowała swoich sił jako projektantka mody i pracowała dla słynnej projektantki mody Oksany Karawańskiej.
Dość długo szukała siebie w sztuce – tkała gobeliny, sięgała po różne techniki. Pragnienie pójścia własną drogą i tworzenia obrazów zwyciężyło, tak powstał cykl „Portrety”. W 2016 roku na Międzynarodowym Konkursie Malarstwa Awangardowego „ARTKULTURA – MEDIOLAN 2016” w Mediolanie obraz „Francesca” zajął pierwsze miejsce w kategorii „Portret awangardy” a obraz „Droga” drugie miejsce w tej samej kategorii

## Istotniejsze wystawy
- listopad 2017 – Galeria „Mitec”, Kijów[2][3][4]
- marzec 2017 – Muzeum Historii Kijowa, Kijów[5][6]
- styczeń 2017 – Lwowski Pałac Sztuki, Lwów[7][8][9]
- listopad 2016 – Centralny Dom Artystów, Kijów[10][11][12]
- październik 2016 – Międzynarodowy Konkurs Malarstwa Awangardowego „ARTKULTURA – MEDIOLAN 2016”, Mediolan[1]
- lipiec 2016 – Muzeum Historii Kijowa, Kijów[13][14][15]
- lipiec 2016 – Galeria „Mitec”, Kijów[16]
- styczeń 2016 – Lwowski Pałac Sztuki, Lwów[17][18]

## Najważniejsze dzieła
- Chrząszcz – 2016 rok, płótno, olej
- Kocham twoje czarne oczy – 2015 rok, płótno, olej
- Giselle – 2015 rok, płótno, olej
- Durer – 2016 rok, płótno, olej
- Zima – 2012 rok, płótno, olej
- Handzia – 2013 rok, płótno, olej
- Marzycielka – 2013 rok, płótno, olej
- Włoszka – 2012 rok, płótno, olej
- Samuraj – 2012 rok, płótno, olej
- Specjalna – 2013 rok, płótno, olej
- Dziewczyna z Borszowicy – 2015 rok, płótno, olej
- Korniszony – 2014 rok, płótno, olej
- Spacer– 2015 rok, płótno, olej
- Oresta – 2013 rok, płótno, olej
- Cynamon wanilia – 2015 rok, płótno, olej
- Złoto – 2016 rok, płótno, olej
- Kocham tango – 2015 rok, płótno, olej
- Madonna – 2016 rok, płótno, olej
- Sevil – 2016 rok, płótno, olej
- Lanima italiana – 2016 rok, płótno, olej
- Francesca – 2016 rok, 50x70, płótno, olej
- Love – 2015 rok, 50x50 płótno, olej
- Marika – 2015 rok, płótno, olej
- Ksenia – 2011 rok, płótno, olej
- Liubka – 2011 rok, płótno, olej
- Mozart – 2016 rok, płótno, olej